# ななかのふーりる
『ななかのふーりる』は、すかによる日本の4コマ漫画作品。ブロッコリー発行・ゲーマーズ無料配布の冊子『フロムゲーマーズ』にて、2008年No.114号から2ページずつ連載されていた。
タイトルは新聞部四人の名前を組み合わせたもの。

## 概要
本作は、主人公である聖ななかと新聞部の友人たちが部活動をろくにせず、（主にオタクな）日常をゆるゆる過ごしている萌え系4コマ漫画作品である。

## 登場人物

### 新聞部
聖ななか（ひじり ななか）
1年の療養の末、復学した財閥婦女子。妄想だけで毎日を過ごす非現実的な主人公。ネトゲ廃人で同人作家、ペンネームは「ばけつぷりん」。
4月2日生まれの15歳。身長144cm。名前は漢字で「七架」と書く。
聖りるか（ひじり りるか）
ななかの妹。クールな小学生で、お嬢様Lvは姉より高い。道を踏み外した姉を更生しようと苦労の絶えない小学生。ひょんなことから（中学の）新聞部の部長に。
4月1日生まれの11歳。身長128cm。名前は漢字で「璃瑠珈」と書く。
轟かのん（とどろき かのん）
直情高機動オタク。後先考えずに行動するパワー馬鹿。萌え要素への造詣が無駄に広く深い。
8月14日生まれの14歳。身長156cm。名前は漢字で「歌音」と書く。
雪ふーみ（ゆき ふーみ）
かのんの幼馴染。頭脳明晰・容姿端麗と高スペックだが、極度のものぐさ。超絶マイペース。
12月23日生まれの14歳。身長164cm。名前は漢字で「風水」と書く。

### 放道部
小鳥遊なすか（たかなし なすか）
報道部に所属する超能力少女で、ななか・かのん・ふーみとはクラスメイトでもある。がんばり屋で争いは嫌いだが、るみなに命じられしぶしぶ宣戦布告に来た。しかし今は新聞部にも入り浸っている。実家は喫茶店。
綺羅星るみな（きらぼし るみな）
ななかを敵視し、新聞部を廃部に追い込もうと目論んでいる。しかし当のななかには恨まれる心当たりがないらしい。
伊集院ばらん（いじゅういん ばらん）
るみなと共に打倒新聞部を掲げ、報道部を設立した人物。彼となすかがDJを務める校内放送「敏感・筋肉電波」（・部分はハートマーク）が生徒に人気。マッチョな体つきだが、顔は本編で描かれていない。

### その他
黒服A
聖家一族に仕えるエージェントその1。主にななかの護衛をしている。黒服の3人組の中では一番偉いらしい。口髭が自慢。
黒服B
ななかのエージェントその2。真面目な性格で忠実だが、りるかへの護衛配置換えを申し出たことがある。ロリコン。
黒服C
ななかのエージェントその3。口と態度が悪く、スーツを着ていなければ、不良少年となんら変わらない。ごく普通にエロい。
ばすてと
いつもかのんの肩に乗っている猫…のような何か。その正体は謎に包まれているが少なくとも知能は高いようである。
轟蔵人（とどろき くらうど）
かのんの父。パンクロッカーな外見だが、内面はアニメ知識豊富な親父。
轟空（とどろき そら）
かのんの母。やはり生粋のオタク。ゲームに強い。
雪ゆーき（ゆき ゆーき）
ふーみの兄。女の子みたいな外見を活かし、良い子のフロゲ（フロムゲーマーズ）でははっきり書けないようなお仕事をしている。妹LOVE。